# Adonisea coolidgei
Adonisea coolidgei är en fjärilsart som beskrevs av Hill 1924. Adonisea coolidgei ingår i släktet Adonisea och familjen nattflyn. Inga underarter finns listade i Catalogue of Life.